# VA-213 (U.S. Navy)
Il VA-213 era uno squadrone d'attacco di breve durata della Marina degli Stati Uniti. Fu fondato il 15 settembre 1948 presso la Naval Air Station Seattle, Washington, e sciolto otto mesi dopo, nel maggio 1949. Le sue insegne e il suo soprannome sono sconosciuti.
Lo squadrone è stato istituito con la missione di essere un'unità di attacco per tutte le condizioni atmosferiche e parte di un gruppo aereo di portaerei che doveva essere adatto a qualsiasi condizione meteorologica. Il personale dello squadrone ha partecipato all'addestramento strumentale presso la Fleet All-Weather Training Unit, Pacific. I piloti dello squadrone volarono con i TBM-3E Avenger.

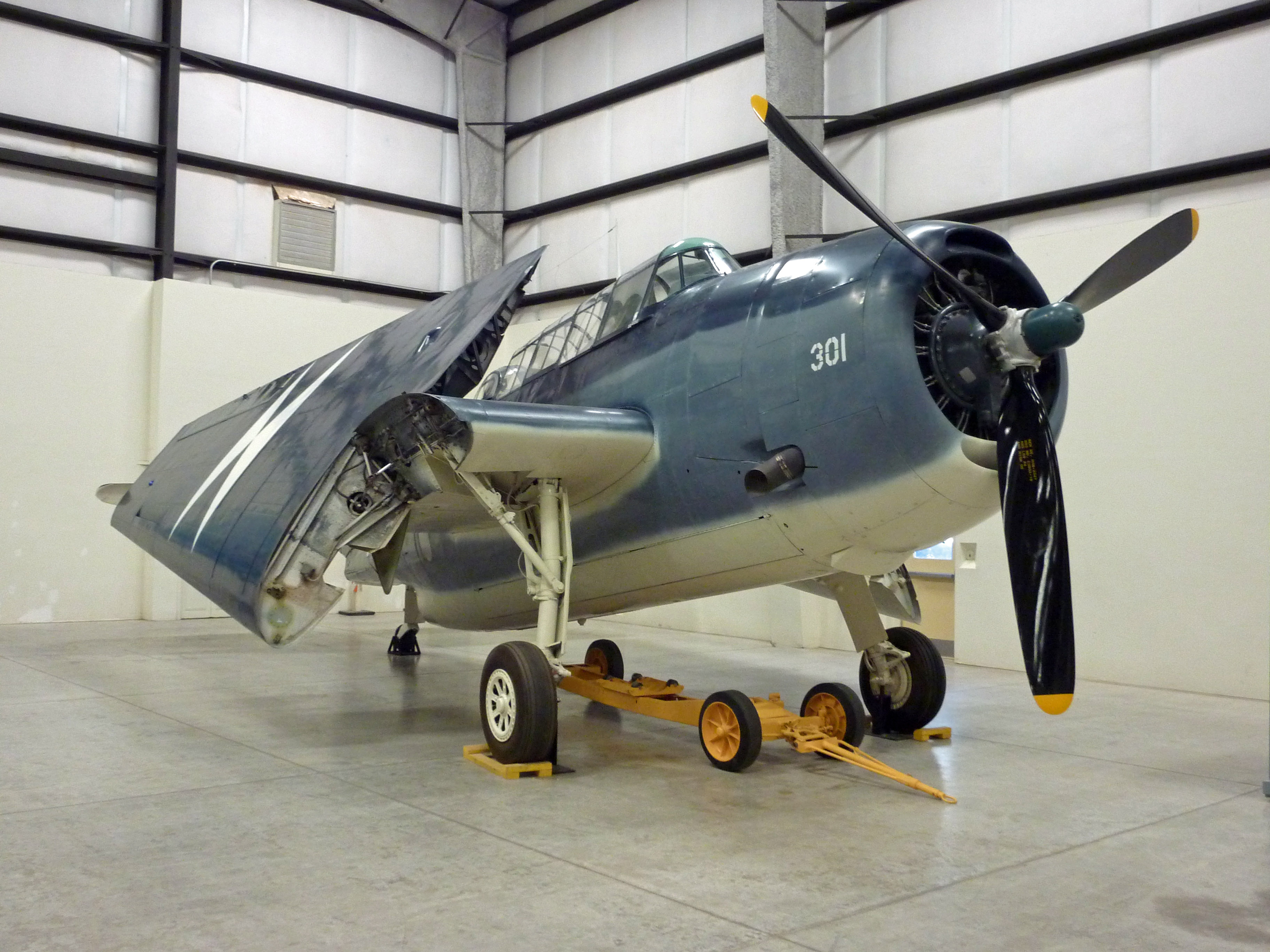
Un TBM-3 Avenger al Pima Air & Space Museum. Il VA-213 operava con aeromobili simili